# Provincia de Espaillat

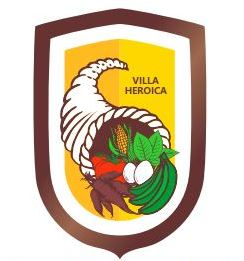

Espaillat es una de las 32 provincias de la República Dominicana. La provincia Espaillat se encuentra ubicada en la región Nor-Central (Cibao) del país y limita al norte con el Océano Atlántico; al sur, con la provincia de la Vega; al este con la Provincia Hermanas Mirabal; y al oeste, con las provincias de provincia Santiago y Puerto Plata.
La provincia Espaillat fue constituida originalmente por las comunas de San Francisco de Macorís, San Antonio del Yuna, Matanzas (Nagua), Juana Núñez (Salcedo) y Moca, como común cabecera, el 28 de mayo de 1885, por resolución del Congreso Nacional y en el gobierno presidido por Don Alejandro Woss y Gil. Todo este territorio era parte de la provincia de La Vega y se designó con el nombre de Espaillat para honrar la memoria de uno de los grandes civilistas dominicanos, el presidente de la República Ulises Francisco Espaillat (1823–1878).
La Provincia Espaillat se encuentra ubicada en la región norcentral, perteneciente al Cibao. Su extensión es de 839 km². Por su dimensión es la 28.ª provincia del país, su tamaño equivale al 1.7 por ciento del territorio nacional, sus coordenadas son: 16° 30’ latitud norte y 70° 27’ longitud oeste.
En el octavo censo del 2002 la oficina nacional de censo reporta la provincia Espaillat con 225,000 habitantes, entre estos los hombres tienen 65,531 y las mujeres 66,202.
La densidad poblacional es de 268,4 habitantes por km².

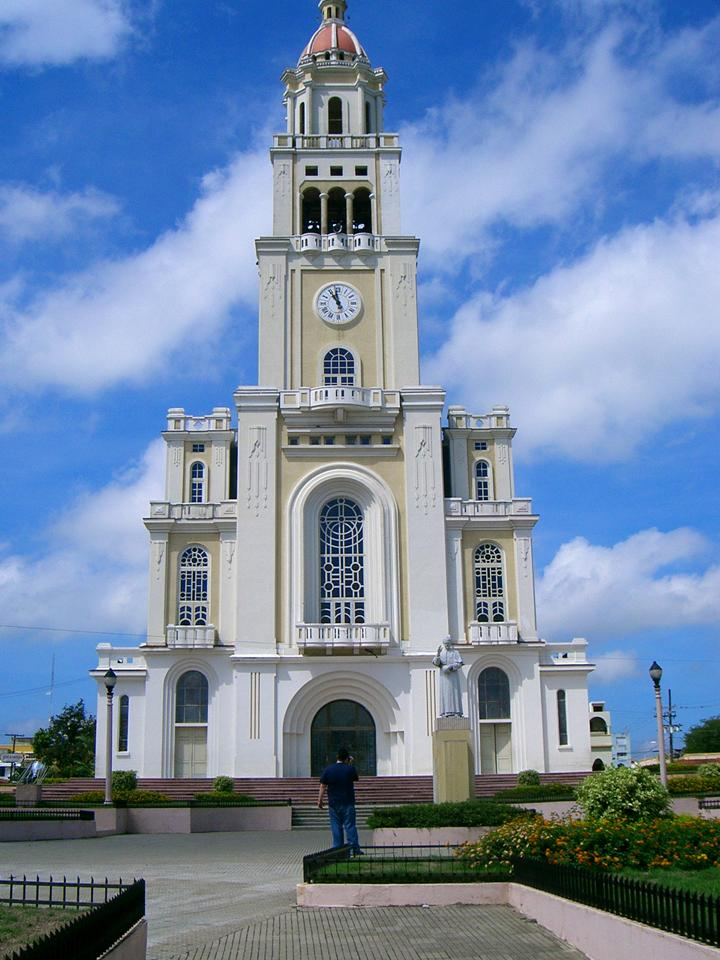
Iglesia del Sagrado Corazón de Jesús.

## Municipios de La Provincia
- San Víctor
- Cayetano Germosén
- Gaspar Hernández
- Jamao al Norte
- Moca

## Distritos municipales
- Ortega
- El Higüerito
- Las Lagunas
- Juan López
- José Contreras
- Canca la Reina
- Monte de la Jagua
- Villa Magante
- Veragua
- Joba Arriba

## Historia
Moca la común cabecera de la provincia Espaillat, era una provincia del Cacicazgo de Maguá. El municipio, en época de su colonización por los españoles, formaba parte de un nitainato perteneciente al cacicazgo de Maguá, que de acuerdo a los hallazgos por parte del escritor e historiador Ing. Franklin de Jesús Torres, estuvo ubicado al pie de la montaña, que hoy lleva el nombre de El Mogote, en José Contreras. Otras indagaciones por parte del también historiador José Gabriel García, se encuentran en sus "Memorias para la Historia de Quisqueya".  Se cree que para el año 1700 fue cuando se produjo el primer asentamiento en lo que hoy se denomina la ciudad de Moca.  Este asentamiento fue en la sección de "La Ermita", del cual no se conoce mucho. También tiene la distinción esta ciudad de haber sido hasta la fecha la capital política del país 4 veces.
Junto al reconocimiento rendido al civilista Ulises Francisco Espaillat, con la fundación de esta provincia también se reconoce el papel jugado por la comunidad de Moca en el escenario político y económico predominante en el país desde los primeros días de la República.
Su papel protagónico en una serie de acontecimientos la ha llevado a ser mencionada por el historiador Julio Jaime Julia como la capital política del país en varias ocasiones.

## Geografía
La geografía de la provincia Espaillat es muy variada, tornándose bastante montañosa en el norte, por un tramo de la cordillera septentrional que pasa bajo su jurisdicción. Su pico más elevado es el mogote, con 996 metros de altura. En el sur es bastante llana debido a que ocupa parte de la porción norte del Valle del Cibao. La provincia Espaillat cuenta con innumerables ríos, siendo el Jamao uno de los más destacados y en el cual se está implementado el ecoturismo. También cuenta con varias playas, las cuales son de gran atracción turística.

## Demografía
La provincia tiene una superficie de 843,00 km² y una población de 231,938 habitantes.
- 30% (Blancos)
- 58% (Mestizos, mulatos, castizos, moriscos y pardos)
- 12% (Negros)

## Economía
La población mocana vive principalmente de la agricultura. Cultivan café, yuca y otros rubros en grandes cantidades; son líderes nacionales en producción de huevos, cerdos y pollos.
La actividad económica de la provincia Espaillat tiene como eje central la agricultura, y otros renglones de importancia son la ganadería, la industria y el comercio en general.

### Agropecuaria
Su cultura es privilegiada y goza de una fertilidad como pocas en el mundo, con una espesa capa vegetal que le permite ser apta para cualquier tipo de cultivo.
El café que se cultiva en gran cantidad en la parte alta de la provincia, es uno de los cultivos de mayor importancia. El café ha generado cuantiosos ingresos a los productores, que han movilizado la economía mocana, además de generar empleos, también gracias a su exportación el país obtiene divisas. Otros rubros agrícolas de gran producción en la provincia lo es el plátano, el cual ha desempeñado un papel importante en la economía de la provincia.
Sin lugar a dudas el rubro agrícola más popular y que más identifica a Moca en todos los rincones es la “Yuca Mocana”, que al igual que el plátano se cultiva grandemente en la zona y es un producto de exportación.
También se cultiva en la provincia otros rubros, como la batata, yautía, banano, frijoles y hortaliza como repollo, tomates, lechugas, remolachas, etc. En cuanto a la ganadería, aunque existe la crianza de ganado vacuno la que ocupa el primer lugar es la producción porcina, que está bien fortalecida en la provincia, produciendo carnes y grasas. Las grasas son utilizadas para la fabricación de embutidos.

### Avicultura
También juega un papel importante en la producción animal de la provincia; esta actividad, aparte de la producción de la carne como tal, viene acompañada de la venta y distribución de huevos y pollitos. La producción en grandes cantidades de huevos es fuente de trabajo y sustento de una parte importante de la población.

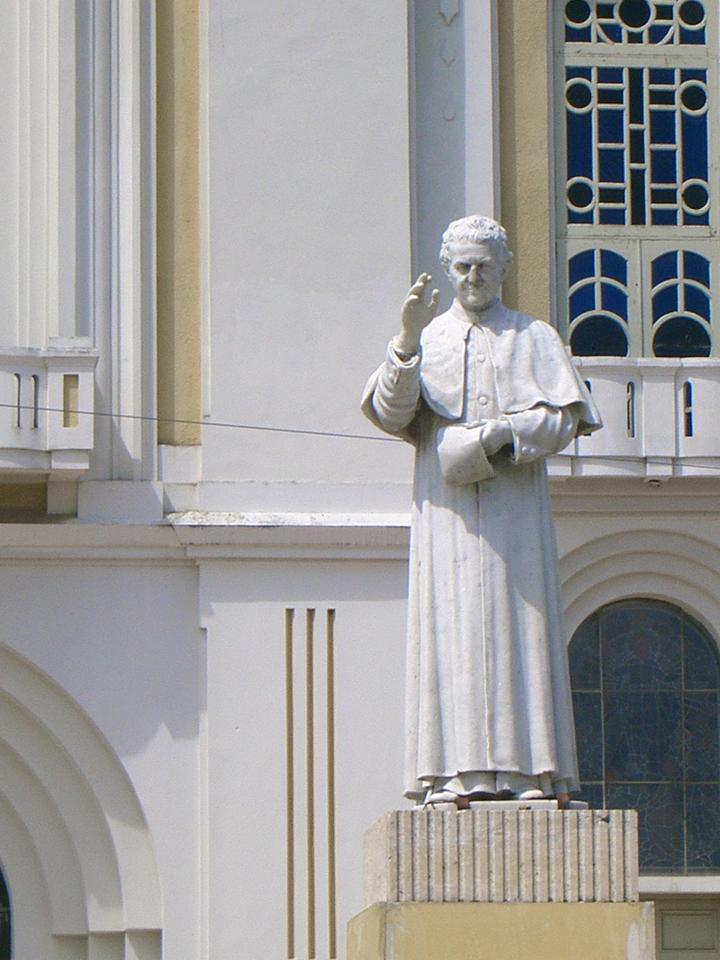
Estatua Don Juan Bosco.

## Arte y cultura
La ciudad de Moca tiene su propia cultura y costumbre; se caracteriza por anuncios a los muertos por medios audio parlantes callejeros, el viaducto y el ferrocarril de Moca, nuestra primicia de tener un Zoológico Botánico, así mismo como la frase de ser “Seco, Sacudío y Medío por Buen Cajón”, son elementos apropiados de la cultura y folclore de Moca. Los dichos de que “los mocanos caminan por el medio de la calle” y de que cuando va a llover  “has como los mocanos que se la dejan caer”. Estas principales características pertenecen a la cultura de los mocanos.